# Niederwil (Aargau)
Niederwil is een gemeente en plaats in het Zwitserse kanton Aargau en maakt deel uit van het district Bremgarten.
Niederwil AG telt 2.537 inwoners.

## Foto

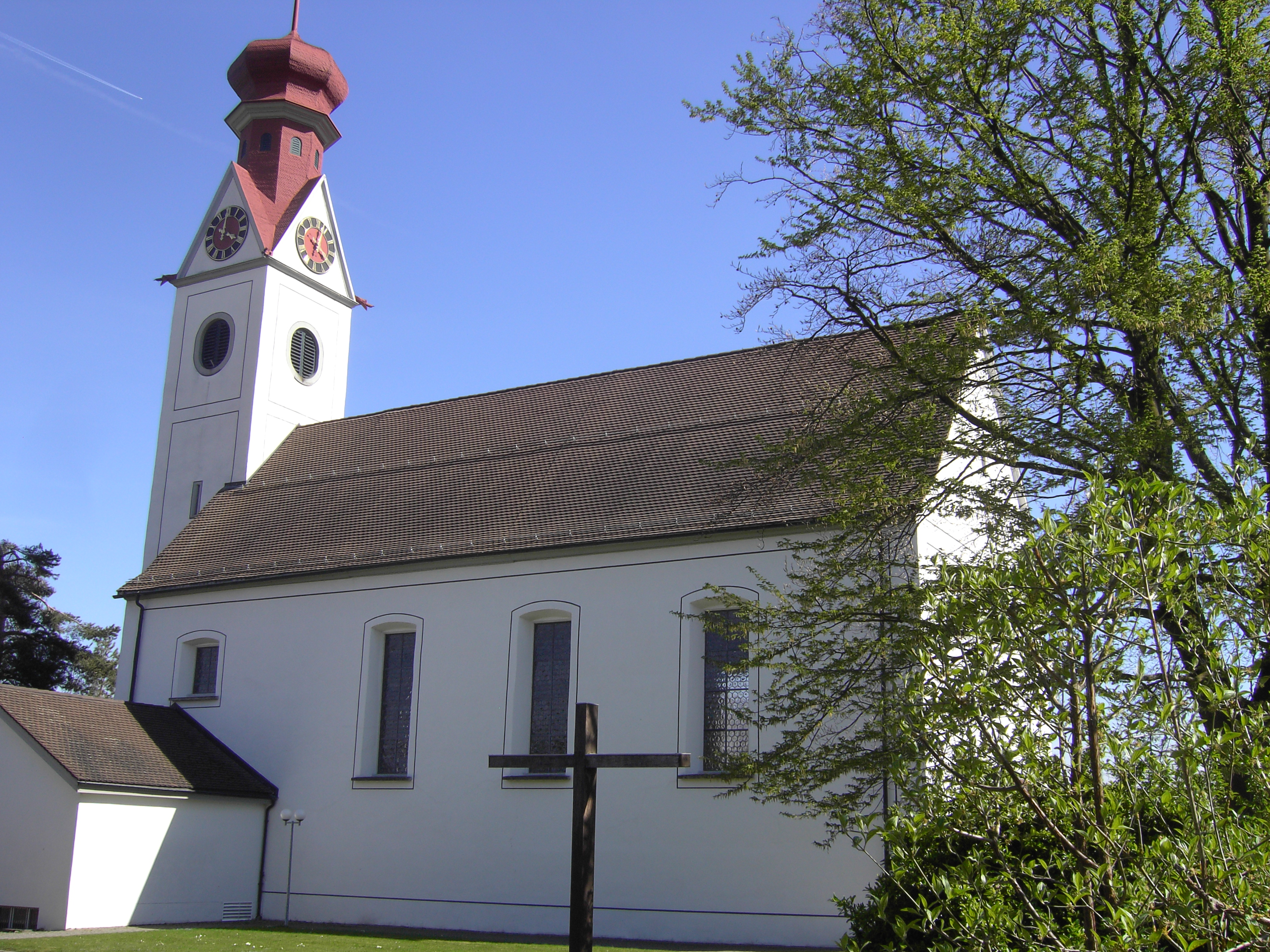
Rooms Katholieke kerk